# オーバーグリースバッハ
オーバーグリースバッハ (ドイツ語: Obergriesbach) はドイツ連邦共和国バイエルン州シュヴァーベン行政管区のアイヒャッハ＝フリートベルク郡に属す町村（以下、本項では便宜上「町」と記述する）で、ダージング行政共同体を構成する自治体の一つである。

## 地理
オーバーグリースバッハは、アウクスブルク開発計画地域に属す。

### 自治体の構成
この町は、公式には3つの地区 (Ort) からなる。
- オーバーグリースバッハ
- ツァーリング

## 歴史
オーバーグリースハイムは12世紀の前半に創設された。グリースバッハ家の始祖はルドロフ・フォン・ハーンライトで、彼は1124年にグリーツバッハ・フォン・グリーツェンバッハを名乗った。
1468年にヴィグーラエウス・フォン・ヴァイヒスがオーバーグリースハイムの城主となった。その特筆に価する墓碑はこの地の教区教会である聖シュテファン教会に今日まで遺されている。1730年にはホーフマルクが帝国女伯マリー・フィオランテ・テレージア・フォン・ツルン・ウント・タクシスに売却された。
1831年からは、アフィングに本拠を構えるグラーフェンロイト男爵がホーフマルク・オーバーグリースハイムの所有者にもなった。これ以後、城はほとんどグラーフェンロイト男爵の未亡人邸となった。

### 人口推移
第一次世界大戦後、オーバーグリースハイムに約400人、ツァーリングに約200人が住んでいた。第二次世界大戦後には、集落の人口はそれぞれ100人強ずつになっていた。
- 1970年: 1,059人
- 1987年: 1,545人
- 2000年: 1,807人
- 2005年: 1,991人

## 行政

### 町議会
町議会は、第1町長と14人の議員で構成される。

### 紋章
図柄: 赤地に銀の階段破風それに重ねて上向きに尾を引く黒い尖頭型の図形、その下部には銀の波帯。
この町の紋章は、町にとって重要な2つ家族の紋章から構成されている。階段破風は、1293年までビーブング修道院のレーエンとしてオーバーグリースハイムを治めたグリースバッハ家の印章に由来する。修道院は1468年までこの町をホーフマルクト（荘園）とし、その後ヴァイヒス家に売却した。ヴァイヒス家はツァーリングとラッツェンハウゼンの大部分をも獲得した。この家門の構成員は、高級官僚、聖堂参事会会員、ドイツ騎士団の騎士として名声を得ていた。1730年までこの荘園は彼らの所有になっていた。尾を引く尖頭型図形は、この家の紋章から採られた。波帯は、この町がパール川の渓谷に位置することを示している。

### 姉妹都市
- ツァーリング地区はエルテンドルフ（オーストリア、ブルゲンラント州）のツァーリング地区と姉妹地区協定を結んでいる。

## 見所
- シュロスカフェ（旧オーバーグリースバッハ城の営林署と呼ばれている長く伸びた寄棟屋根の建物、中心部分は18世紀前半に、拡張部分は20世紀初めに造営された）この建物は判事館として、ホーフマルクト・オーバーグリースバッハを管理する管理人と判事が執務し、紛争の調停や倫理判断がなされていたが、1948年11月に城館カフェに改装された。近隣のみならず、しばしば遠くからも客がやってきて、オーバーグリースバッハ城近辺の芸術的装飾が豊かな修復された古い建物や牧歌的な庭園を訪れる。ロックフェラー家やバイエルン王女ピラー・フォン・バイエルンと王子ルートヴィヒ・フォン・バイエルン、元バイエルン州首相のアルフォンス・ゴッペルといった貴顕たちもこの城館カフェを訪れている。数年前からこの城館カフェは私用にのみ利用されている。
- カトリックの教区教会聖シュテファン教会（1907年）
- アウカペレ（カトリックの礼拝堂、「アウ川の上の我らが親愛なる聖母礼拝堂」、1714年建造、1737年増築）いわゆる「奇蹟集」に、かつての司祭にアウカペレで起こった奇蹟が記されている。それによれば、1691年から1757年の間に、570件の嘆願の祈りを聖母がかなえたという。多くの奉納額が現在も証拠として遺されている。首席司祭区中や近くはもちろん遠くからも客や賓客が徒歩で訪れた。オーバーグリースハイムの住民は1985年5月にアウカペレの300年祭を祝う祝典を行った。

## 経済と社会資本

### 交通
オーバーグリースバッハは、ミュンヘン経済圏とアウクスブルク経済圏の中間に位置する。この町は10分以内にアウトバーンA8号線や連邦道B300号線にアクセス可能である。このほかオーバーグリースバッハには鉄道駅も建設されている。
最寄の空港は、アウクスブルク空港とミュンヘン国際空港（約1時間の距離である）である。

#### パールタール鉄道
1875年以降、オーバーグリースバッハとその周辺地域は鉄道網で結ばれた。この鉄道路線は、現在、営業上および構造的欠陥を抱えている。現在パールタール鉄道は半時間ごとにアウクスブルクおよびアイヒャッハへ、1時間ごとにインゴルシュタットへの列車を運行している。この路線はアウクスブルク交通連盟に加盟している。新しいパーク・アンド・ライドの施設が造られ、自動車から列車への乗り換え利用が楽になった。

### 教育
- 基礎課程学校 1校、4学年

## 引用
1. ↑  https://www.statistikdaten.bayern.de/genesis/online?operation=result&code=12411-003r&leerzeilen=false&language=de Genesis-Online-Datenbank des Bayerischen Landesamtes für Statistik Tabelle 12411-003r Fortschreibung des Bevölkerungsstandes: Gemeinden, Stichtag (Einwohnerzahlen auf Grundlage des Zensus 2011)
2. ↑  Bayerische Landesbibliothek Online